# Nu öppnar sig min barnasjäl
Nu öppnar sig min barnasjäl är en psalmtext för söndagsskolan som är skriven av okänd författare. Musiken är skriven av Gunnar Petersén.

## Publicerad i
- Svensk söndagsskolsångbok 1929 som nummer 240 under rubriken "XX Mors dag"